# エリザベス・ギャスケル

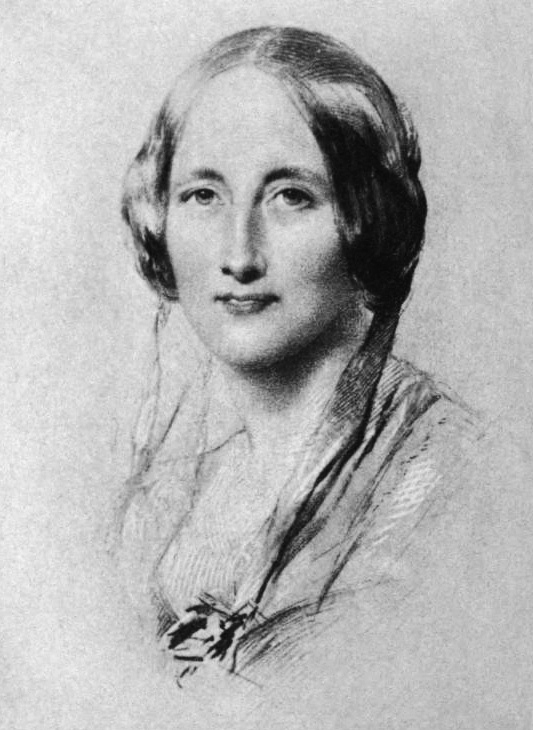
エリザベス・ギャスケル

エリザベス・ギャスケル（Elizabeth Cleghorn Gaskell, 1810年9月29日 - 1865年11月12日）は、イギリスの小説家。

## 生涯
1810年、ユニテリアン派の元牧師の末娘エリザベス・スティーブンソンとして、ロンドンのチェルシーで生まれた。1歳で母を亡くすと、マンチェスター南郊の田舎町ナッツフォード（Knutsford）に住む母方の伯母に引き取られた。父の再婚によって生じた継母や異母弟妹との気まずい関係や、ただ一人の兄や父を相次いで亡くす不幸に苦しむことはあったが、概して平穏な少女期だった。21歳で父と同じ宗派の牧師ウィリアム・ギャスケル（William Gaskell）と結婚してマンチェスターに移り住むと、よき妻で母として家庭を支えた。「いつもにこやかで穏やかでいらっしゃるから、回りにいる者はみな性格の一番よい面が出てしまう」とは、夫の生徒による夫人の印象である。34歳の時授かった長男を9ヶ月で病死させることがなかったら、作家エリザベス・ギャスケルが誕生することはなかっただろう。悲しみを克服するために書いた『メアリ・バートン』が、出版4ヶ月にして三刷されるほどの好評を博した。
彼女は一躍文壇に認められ、以降、英文学史に名を残す作家たちと交わることになる。「あなたの創作力は、少なくとも千一夜は続くに違いない」と書いて、彼女をシェヘラザードにたとえたチャールズ・ディケンズ。互いの人格と文学を尊敬しあい、自宅を訪ねあったシャーロット・ブロンテ。そして、「私の人生観や芸術観は、『メアリ・バートン』の作者のそれと似た部分がある」と告白したジョージ・エリオット、等々。
聡明で善良な性格であったギャスケルは、ディケンズのような個性の強烈さには欠けたが、善意をもって社会問題を捉え、ペーソスとユーモアに満ちた文体によって、特に中流階級の読者を教化することができた。ジョルジュ・サンドは「ギャスケル夫人の作品を読めば、それだけいい人間になることができる」と言っている。
ギャスケルはその後17年間で、長篇小説『ルース』『北と南』『シルヴィアの恋人たち』をはじめ、『クランフォード』『従妹フィリス』などを含む約40におよぶ中・短篇小説、および伝記『シャーロット・ブロンテの生涯』を著す。今日私たちがブロンテ姉妹を知るのは、この伝記によるところが大きい。長篇『妻たちと娘たち』の完成を目前に控えた1865年秋、所有するハンプシャーの別荘で心臓発作により急逝。55年の生涯に幕を閉じた。

## 主要作品
（長篇、短篇を問わず、すべて翻訳がある）
- メアリ・バートン（Mary Barton, 1848年）
1834年から1840年のマンチェスターを舞台に、工場主の息子ハリー・カースンを殺害するに至った労働者ジョン・バートンの愁苦と、ハリーを捨て幼なじみのジェム・ウィルスンを選ぶ彼の娘メアリ・バートンの恋路を軸に、労働者階級の日常を克明に描いた作品。殺人犯の嫌疑をかけられたジェムを救うためにメアリが証人探しをするくだりの冒険小説なみの迫力もさることながら、注目すべきは、ジョンとエスタという2人の罪人の描写に投影された、作者の人間愛である。冷酷な工場主たちへの見せしめという大義名分も、息子を失った苦痛を切々と訴える父親の前では、何の意味も持たない―そのことを知ったジョンは、慚愧と自責の念に苛まれながら死んでいく。私生児となった娘を救うために春をひさいだエスタは、更生させようとするジェムの優しさを拒み、別れのキスをしようとするメアリを突き放して、自己の罪の重圧に泣く。そのような2人を、読者は知らず知らずのうちに赦している。

- 荒野の家（The Moorland Cottage, 1850年）

- クランフォード（Cranford, 1851年 - 1853年）
ギャスケルの故郷ナッツフォードをモデルにした架空の町クランフォードを舞台に、この田舎町に生きる人びとの日常を淡々と描く。一見平凡な暮らしの中にも、大小さまざまな事件は起こり、それらについての人々の反応が、時には滑稽に、時には哀感を込めて描かれる。近隣の都市に住むメアリが、クランフォードにあるデボラ、マティの中年姉妹の家に滞在し、そこで見聞きしたことを語る形で、物語は進行する。作品の基底を流れる精神は、弱者へのいたわりと道徳的高潔さである。

- ルース（Ruth, 1853年）
16歳のルースが恋人ベリンガムに捨てられた時、お腹の中には赤ちゃんがいた。そうとは知らずに、彼女を保護した牧師ベンスンとその姉。世間体を気にして動揺する姉に、ベンスンは言う、「この子はルースを更生させるために送られた神の使いだ」。8年後、未亡人を装い、息子を育て、ささやかな平穏を得ていたルースの前に、自分を捨てた男が現れる。ベリンガムの求婚を彼女が拒否したのは、彼との間に、魂の深さにおいて、大きな隔たりを感じたからだ。やがて彼女の過去が明らかになり、真実を隠していたことを責められたベンスンは、「ルースのような女性には、贖いの機会が与えられるべき」と言明する。犯した罪は同じなのに、なぜ社会は男には寛容で女には冷酷なのか。人間の偽善を告発し、ルースの心の気高さを謳う。

- 北と南（North and South, 1854年 - 1855年）
牧師を辞めた父に伴ってイングランド北部の工業都市ミルトンにやってきたヘイル一家。マーガレットの、青年工場主ジョン・ソーントンとの交わりは、こうしてはじまる。労働者ヒギンズとも知り合った彼女は、おのずと労資対立の仲介役を務めることになる。専制的なジョンに、「神様はお互いに助け合うように人間をお造りなったは」と反論するマーガレット。そんな彼女を彼は次第に愛するようになる。社会問題と2人の恋愛が平行して物語は進む。ジョンの恋の行方は最後の最後まで分からない。

- シャーロット・ブロンテの生涯（The Life of Charlotte Bronte, 1857年）
ギャスケル（39）がシャーロット・ブロンテ（34）と知り合ってから5年足らずで、シャーロットは病死する。父ブロンテ師の依頼を受けたあと、ギャスケルは精力的に『ジェイン・エア』の作者の足跡をたどり、1年8ヶ月でこの伝記を書き上げた。「シャーロットが、勇敢に、かつ信仰に堅く立って、試練を耐えとおしたことを描写する」と、ギャスケルは彼女の親友に語り、原稿を読んだその人は、「シャーロットの生涯と性格が正確に記されている」と述べた。

- ラドロウ卿の奥様（My Lady Ludlow, 1858年）

- ソファーを囲んで（Round the Sofa, 1859年）

- 闇夜の仕事（A Dark Night's Work, 1863年）

- シルヴィアの恋人たち（Sylvia's Lovers, 1863年）
物語は、18世紀末のイギリスの漁港モンクスヘイヴンを舞台に、酪農家の娘シルヴィアと、彼女を真摯に愛する洋品店の店員フィリップ、そして、彼の恋敵でシルヴィアと婚約する捕鯨船の銛打ちチャーリーの3人を軸に、フィリップを密かに慕うヘスタを絡めて展開する。シルヴィアを得るためなら14年でも待つ覚悟のフィリップ。彼の想いは、果たしてシルヴィアにとどくのか。報われない愛に耐えるヘスタの人生はどうなるのか。「愛が真実なら、けっして絶えることはない」—全編を流れる波の永遠性に絡めて、そんなメッセージが聞こえてくる。

- 従妹フィリス（Cousin Phillis, 1863年 - 1864年）
思春期の少女の淡い恋は、相手の青年の旅立ちとともに、深い悲しみへと変わっていく。失恋の痛手からいつまでも立ち直れないでいるフィリスを、召使いベティが一喝する、「みんなができるだけのことをしました。お医者様も、神様も。ご自分でも何とかなさらなければ罰が当たります。わたしなら、手に入らないものはさっさと諦めて、父や母にいつまでも心配をかけるようなことはしません」。フィリスは、やっと前を向いて歩き出す。

- 妻たちと娘たち（Wives and Daughters, 1864年 - 1866年）
父の再婚により、新しい母ハイアシンスとその娘シンシアと同居することになったモリー・ギブスン。価値観の違いにとまどいながらも、彼女は新たに姉妹ができたことを喜んでいた。ハイアシンスは近所に住む由緒あるハムリー家の兄弟にシンシアを嫁がせようとする。次男のロジャーがシンシアに魅せられ、彼女に求婚する。2年間英国を離れることになっていた彼は、彼女を束縛しないために、婚約の公表を控えた。そんなロジャーの誠実さに、コケティッシュなシンシアは似合わない。心を痛めるモリーは、彼を密かに愛していた。

## 日本語訳
- ギャスケル夫人短篇集（田部重治訳、改造文庫、1942年）
- シャーロット・ブロンテ伝（網野菊訳、実業之日本社（伝記文学選集）、1942年）
  - シャーロット・ブロンテの生涯（和知誠之助訳、山口書店、1980年5月）
  - シャーロット・ブロンテの生涯（中岡洋訳、みすず書房「ブロンテ全集12」、1995年10月）
  - シャーロット・ブロンテの生涯（山脇百合子訳、「ギャスケル全集 7」大阪教育図書、2005年6月）
- 女の町（秋沢三郎訳、新展社、1948年）
  - 女だけの町 クランフォード（川原信訳、角川文庫、1953年）
  - 女だけの町（小池滋訳、筑摩書房（世界文学全集 第14）、1967年）
    - 女だけの町 クランフォード（岩波文庫、1986年）、改訳版
- 田園抒情歌（海老池俊治訳、新月社（英米名著叢書）、1949年）
- メァリ・バートン マンチェスタ物語（北沢孝一訳、日本評論社（世界古典文庫 上下）、1948-49年）
  - メアリ・バートン マンチェスター物語（松原恭子、林芳子訳、彩流社、1998年11月）
  - メアリー・バートン マンチェスター物語（相川暁子ほか訳、近代文芸社、1999年4月）
  - メアリ・バートン（直野裕子訳、「ギャスケル全集 2」大阪教育図書、2001年12月）
- 呪われた人々の物語 E.ギャスケル短篇集（伊達安子ほか訳、近代文芸社、1994年10月）
- シルヴィアの恋人たち（大野龍浩訳、彩流社、1997年12月）
  - シルヴィアの恋人たち（鈴江璋子訳、「ギャスケル全集 5」大阪教育図書、2003年4月）
- クランフォード・短編（小池滋 他訳、「ギャスケル全集 1」大阪教育図書、2000年1月）
「従妹フィリス」「荒野の家」「魔女ロイス」「灰色の女」「リジー・リー」「異父兄弟」「マンチェスターの結婚」「地主物語」
- ギャスケル短篇集（松岡光治編訳、岩波文庫、2000年5月）
「ジョン・ミドルトンの心」「婆やの話」「異父兄弟」「墓掘り男が見た英雄」「家庭の苦労」「ペン・モーファの泉」「リジー・リー」「終わりよければ」
- ルース（巽豊彦訳、「ギャスケル全集 3」大阪教育図書、2001年1月）
  - ルース（阿部幸子、角田米子、宮園衣子、脇山靖惠訳、近代文芸社、2009年2月）
- 悪夢の一夜（朝川真紀、中村美絵訳、近代文芸社、2003年1月）
- 北と南（朝日千尺訳、「ギャスケル全集 4」大阪教育図書、2004年10月）
- 妻たちと娘たち（東郷秀光、足立万寿子訳、「ギャスケル全集 6」大阪教育図書、2006年4月）
- 短編・ノンフィクション（東郷秀光他訳、「ギャスケル全集 別巻1・2」大阪教育図書、2008-2009年）